# مقاطعة كولومبيا (جورجيا)
مقاطعة كولومبيا (بالإنجليزية: Columbia County)‏ هي إحدى المقاطعات في ولاية جورجيا في الولايات المتحدة الأمريكية.

## أعلام
- هنري إل. بنينج
- جويل كروفورد
- جورج كراوفورد
- توماس دبليو. كوب